# The Bird is the Most Popular Finger
The Bird is the Most Popular Finger es el tercer EP de Shellac, una banda de post-hardcore, noise rock y math rock estadounidense. El título del EP es una referencia a The Pigeon is the Most Popular Bird, un álbum de Six Finger Satellite, y también fue el título de un artículo en el Alternative Press sobre Shellac, después del lanzamiento de sus anteriores EP, The Rude Gesture: A Pictorial History y Uranus. The Bird is the Most Popular Finger fue el primer lanzamiento de Shellac que no fue comercializado bajo el alero de Touch and Go Records.
La primera canción, "The Admiral", es una versión instrumental de una canción, también llamada "The Admiral", que luego aparecería en el primer LP de la banda, At Action Park. "XVI" es una versión alternativa a "Pull the Cup", otra canción de At Action Park. Ambas canciones fueron grabadas en el apartamento de Todd Trainer, baterista de Shellac, como se aprecia en una fotografía incluida junto al EP. También se incluía un cuadernillo con información sobre los instrumentos y el equipo de grabación usado.

## Lista de canciones
1. "The Admiral"
2. "XVI"

## Créditos
- Steve Albini - guitarra, voz
- Todd Trainer - batería
- Bob Weston - bajo